# Chlorochrysa nitidissima
Chlorochrysa nitidissima е вид птица от семейство Тангарови (Thraupidae). Видът е световно застрашен, със статут Уязвим.

## Разпространение
Видът е разпространен в Колумбия.